# Przemieszczenie moczowodów
Przemieszczenie moczowodów Jedna z wad rozwojowych układu moczowo-płciowego u człowieka. W tej wadzie ujścia moczowodów znajdują się poza tylną ścianą pęcherza moczowego.
U płci męskiej są w części sterczowej cewki moczowej lub w okolicy pęcherzyków nasiennych, u płci żeńskiej otwierają się do pochwy lub do przedsionka pochwy.